# Judo-Europameisterschaften 2018
Die Judo-Europameisterschaften 2018 fanden vom 26. bis 28. April 2018 im Tel Aviv Convention Center in Tel Aviv, Israel, statt. Es war das erste Mal, dass die veranstaltende Europäische Judo-Union eine EM nach Israel vergab. Insgesamt 369 Sportler aus 44 Ländern nahmen an der Veranstaltung teil.
Erfolgreichste Nation war Russland, dessen Sportler viermal Gold, einmal Silber und dreimal Bronze errangen. Auf dem zweiten Platz folgte Frankreich mit drei Gold- und zwei Silbermedaillen. Der dritte Platz ging mit jeweils einer Gold- und einer Silbermedaille an Belgien, den Kosovo und Slowenien. Deutsche Athleten gewannen zweimal Silber und einmal Bronze, womit der Deutsche Judo-Bund auf Gesamtrang elf landete. Österreich belegte den geteilten 18. Platz mit zwei Bronzemedaillen, die Schweiz platzierte sich mit einer Bronzemedaille auf dem geteilten 20. Platz.

## Ergebnisse

### Männer
| Gewichtsklasse | Gold                 | Silber             | Bronze                                     |
| -------------- | -------------------- | ------------------ | ------------------------------------------ |
| – 60 kg        | Islam Jaschujew      | Janislaw Gertschew | Ashley McKenzie Beslan Mudranow            |
| – 66 kg        | Adrian Gomboc        | Matteo Medves      | Tal Flicker Dsmitryj Scherschan            |
| – 73 kg        | Ferdinand Karapetjan | Hidayət Heydərov   | Tommy Macias Bilal Çiloğlu                 |
| – 81 kg        | Sagi Muki            | Sami Chouchi       | Antonio Esposito Aslan Lappinagow          |
| – 90 kg        | Michail Igolnikow    | Nemanja Majdov     | Nikoloz Sherazadishvili Theodoros Tselidis |
| – 100 kg       | Toma Nikiforov       | Cyrille Maret      | Zelym Kotsoiev Peter Paltchik              |
| + 100 kg       | Lukáš Krpálek        | Tamerlan Baschajew | Stephan Hegyi Henk Grol                    |

### Frauen
| Gewichtsklasse | Gold                | Silber           | Bronze                                |
| -------------- | ------------------- | ---------------- | ------------------------------------- |
| – 48 kg        | Irina Dolgowa       | Éva Csernoviczki | Maryna Tschernjak Milica Nikolić      |
| – 52 kg        | Natalja Kusjutina   | Distria Krasniqi | Gefen Primo Evelyne Tschopp           |
| – 57 kg        | Nora Gjakova        | Theresa Stoll    | Anastassija Konkina Telma Monteiro    |
| – 63 kg        | Clarisse Agbegnenou | Tina Trstenjak   | Lucy Renshall Martyna Trajdos         |
| – 70 kg        | Kim Polling         | Sally Conway     | Gemma Howell Michaela Polleres        |
| – 78 kg        | Madeleine Malonga   | Audrey Tcheuméo  | Anna Maria Wagner Natalie Powell      |
| + 78 kg        | Romane Dicko        | Larisa Cerić     | Jelysaweta Kalanina Tessie Savelkouls |

### Medaillenspiegel
| Platz | Land                    | Gold | Silber | Bronze | Gesamt |
| ----- | ----------------------- | ---- | ------ | ------ | ------ |
| 1.    | Russland                | 4    | 1      | 3      | 8      |
| 2.    | Frankreich              | 3    | 2      | —      | 5      |
| 3.    | Belgien                 | 1    | 1      | —      | 2      |
| 3.    | Kosovo                  | 1    | 1      | —      | 2      |
| 3.    | Slowenien               | 1    | 1      | —      | 2      |
| 6.    | Israel                  | 1    | —      | 3      | 4      |
| 7.    | Niederlande             | 1    | —      | 2      | 3      |
| 8.    | Armenien                | 1    | —      | —      | 1      |
| 8.    | Tschechien              | 1    | —      | —      | 1      |
| 10.   | Vereinigtes Königreich  | —    | 1      | 4      | 5      |
| 11.   | Deutschland             | —    | 1      | 2      | 3      |
| 12.   | Aserbaidschan           | —    | 1      | 1      | 2      |
| 12.   | Italien                 | —    | 1      | 1      | 2      |
| 12.   | Serbien                 | —    | 1      | 1      | 2      |
| 15.   | Bosnien und Herzegowina | —    | 1      | —      | 1      |
| 15.   | Bulgarien               | —    | 1      | —      | 1      |
| 15.   | Ungarn                  | —    | 1      | —      | 1      |
| 18.   | Österreich              | —    | —      | 2      | 2      |
| 18.   | Ukraine                 | —    | —      | 2      | 2      |
| 20.   | Griechenland            | —    | —      | 1      | 1      |
| 20.   | Portugal                | —    | —      | 1      | 1      |
| 20.   | Schweden                | —    | —      | 1      | 1      |
| 20.   | Schweiz                 | —    | —      | 1      | 1      |
| 20.   | Spanien                 | —    | —      | 1      | 1      |
| 20.   | Türkei                  | —    | —      | 1      | 1      |
| 20.   | Belarus                 | —    | —      | 1      | 1      |
|       | Total                   | 14   | 14     | 28     | 56     |